# Александър Кисельов
Александър Александрович Кисельов  (на руски: Киселёв, Александр Александрович), роден на 6 юни 1838 г. в Свеаборг, починал през 1911 г. в Санкт Петербург, е руски художник пейзажист, активен участник в „Обществото за пътуващи художествени изложби“ (на руски: „Товарищество передвижных художественных выставок“) (Передвижници), професор в Петербургската художествена академия.

## Биография
Александър Кисельов е роден в Свеаборг (днес административен район на Хелзинки), обучавал се е в Аракчеевския кадетски корпус, а от 1852 г. в Санктпетербургския кадетски корпус. Не завършва курса на обучение, а постъпва в Петербургския университет и след закриването на Университета, което е свързано със студентските вълнения през есента на 1861 г., започва да посещава класовете на Императорската Академия на изкуствата като приходящ ученик.
Александър Кисельов получава през 1864 г. от Академията сребърен медал и званието „художник ІІІ степен“, а от 1875 г. е част от передвижниците – „Общество за пътуващи художествени изложби“, в чийто изложби той участва почти ежегодно.
Кисельов работи в Москва, начесто предприема пътувания в разни краища на Русия, за да рисува етюди за своите картини, които прекрасно предават Природата в различни годишни времена.
По-късно рисува с голям успех и Кавказ.
През 1906 г. става един от учредителите на Северния кръжок на любителите на изящните изкуства във Вологда. Благодарение на авторитета на Кисельов на кръжока се удава да се свърже с живописци от Художествената академия в Санкт Петербург и да ги канят за участие в своите изложби.
Кисельов е работил с колектива от художници, които живописват вътрешността на храм-паметника „Александър Невски“ в София.
През 1902 г. художникът си строи дом в Туапсе, тъй като, бивайки там по-рано, е поразен от красотата на местния пейзаж. Днес в Туапсе се намира домът-музей „Кисельов“. Скалата между нос Кадош и селцето Агой, се нарича „скалата на Кисельов“ и е изобразена в картината „Кадошките скали“.
- „Кадошките скали“
- „Изворът на Кисельов“
- „Забравената мелница“, нарисувана на 1 януари 1891 г.
- „Околностите на Харков“, нарисувана на 1 януари 1875 г.